# 东峨镇
东峨镇是中国云南省玉溪市元江哈尼族彝族傣族自治县下辖的一个镇。2011年，东峨镇与羊岔街乡撤销，成立曼来镇。

## 行政区划
东峨镇下辖东峨村、曼莱村、农场田村、大田房村、新光村、红旗村。